# Nicolas Wolf (Basketballspieler)
Nicolas Wolf (* 26. Juni 1999 in Bamberg) ist ein deutscher Basketballspieler. Der 1,95 Meter große Flügelspieler zählt zum Aufgebot des BBC Coburg.

## Laufbahn
2013 gewann er mit dem TTL Bamberg die deutsche Meisterschaft in der Altersklasse U14, 2016 wurde er mit dem TSV Breitengüßbach deutscher U19-Meister.
Seinen ersten Einsatz für den FC Baunach verbuchte er in der 2. Bundesliga ProA im Laufe des Spieljahres 2015/16. Anfang des Jahres 2017 erlitt er einen Kreuzbandriss, musste sich einer Operation unterziehen und kehrte im Januar 2018 in der 2. Bundesliga ProA aufs Spielfeld zurück.
Im Sommer 2017 unterschrieb er einen Fünfjahresvertrag bei Brose Bamberg, spielte aber weiterhin hauptsächlich in der Jugend sowie beim Zweitligisten Baunach, der zum Bamberger Nachwuchsfördersystem gehört. 
Im März 2018 feierte er im Bamberger Trikot seinen Einstand in der Basketball-Bundesliga. Wegen einer Knieverletzung verpasste Wolf große Teile der Saison 2018/19, im Januar 2019 kehrte er aufs Spielfeld zurück und bestritt für Baunach in der zweiten Liga insgesamt sieben Saisoneinsätze mit einem Punkteschnitt von 2,4 pro Begegnung, verpasste mit der Mannschaft aber den Klassenerhalt in der 2. Bundesliga ProA. Im September 2019 zog er sich abermals einen Kreuzbandriss zu. Im Januar 2022 schloss er sich dem Drittligisten BBC Coburg an.

### Nationalmannschaft
Mit der deutschen U16-Nationalmannschaft nahm Wolf 2015 an der Europameisterschaft in Litauen teil.